# Ancy-le-Franc
Ancy-le-Franc é uma comuna francesa na região administrativa de Borgonha-Franco-Condado, no departamento de Yonne. Estende-se por uma área de 19,57 km². Em 2010 a comuna tinha 903 habitantes (densidade: 46,1 hab./km²).